# Tercera División de Venezuela 2014-15
La Temporada 2014/15  de la Tercera División de Venezuela comenzó el 7 de septiembre de 2014, con la participación de 40 equipos, y finalizó el 7 de diciembre

## Sistema de competición
El formato será el mismo usado en la temporada anterior. La temporada se dividirá en dos torneos. El Primer Lapso será un clasificatorio para el Torneo de Promoción y Permanencia 2015, que definirá 10 equipos clasificados para la Segunda División 2015-16; mientras que el segundo torneo, a disputarse a partir de febrero de 2015, será de nivelación para definir los restantes equipos que formarán parte de la Tercera División 2015-16
El Torneo Apertura se disputará en un sistema de grupos. Los 40 equipos se dividieron en 5 grupos de 8 equipos, de acuerdo a su proximidad geográfica. Será la primera vez que el tercer nivel del fútbol venezolano se dispute con grupos de 8 equipos. Cada grupo se desarrollará siguiendo un sistema de liga. El orden de los encuentros se decidió el 30 de julio en la sede de la FVF, mediante sorteo. Al final del torneo, clasificarán los 3 primeros lugares de cada grupo. De esta forma, se totalizan 15 clasificados al Torneo de Promoción y Permanencia 2015; uno más de lo estipulado inicialmente, debido al retiro del club Lotería del Táchira Fútbol Club, antes de empezar la temporada de la Segunda División Venezolana 2014/15.

## Ascensos y descensos
Intercambios entre la Segunda División y la Tercera División
| Pos | de la Segunda División Venezolana 2013/14 |
| --- | ----------------------------------------- |
| -   | Unión Lara SC                             |
| -   | Atlético Socopó FC                        |
| -   | Diamantes de Guayana FC                   |
| -   | Margarita FC                              |
| -   | Carabobo FC B                             |

| Pos | a la Tercera División Venezolana 2014/15 |
| --- | ---------------------------------------- |
| -   | Caracas FC B                             |
| -   | ULA FC                                   |
| -   | Estudiantes de Caroní FC                 |
| -   | SC Real Anzoátegui                       |
| -   | CD San Antonio                           |

El CD San Antonio fue descendido a la Tercera División por decisión del Consejo de Honor de la FVF debido a las múltiples incomparecencias de su equipo Sub-20 en la Serie Interregional. Su lugar en la Segunda División lo tomará el Carabobo FC B.

## Equipos participantes
| Club                     | Ciudad         | Entrenador            | Estadio                     |
| ------------------------ | -------------- | --------------------- | --------------------------- |
| Atlético Bolívar         | Ciudad Bolívar | Jesús Hurtado         | Ricardo Tulio Maya          |
| Estudiantes de Caroní FC | San Félix      | Elías Emmons          | Polideportivo El Gallo      |
| Yaddiel Sport FC         | Guasipati      | Alfredo Farrera       | Héctor Thomas               |
| Ciudad Vinotinto         | Lechería       | Carlos Ahumada        | Complejo Ciudad Vinotinto   |
| Orinoco SC               | Ciudad Bolívar | Adalberto Manaure     | Ricardo Tulio Maya          |
| Fundación UDC            | Juangriego     | Gabriel Orozco        | Ciudad Deportiva            |
| Petroleros de Anzoátegui | Puerto La Cruz | Endert Márquez        | Salvador de la Plaza        |
| Sucre FC                 | Cumaná         | Andrés Ferrer         | Félix "Lalito" Velásquez    |
| Caracas FC B             | Caracas        | Polin Páez            | Cocodrilos Sports Park      |
| Atlético Venezuela B     | Caracas        | Enrique García        | CEAV Fuerte Tiuna           |
| Centro Hispano FC        | Maracay        | Enrique Álvarez       | Joao Gervasio Matías        |
| Deportivo La Guaira B    | Caracas        | Alberto Fros          | La Guacamaya                |
| Deportivo Peñarol FC     | Los Teques     | José Mena             | Fray Luis II                |
| Hermandad Gallega FC     | Caracas        | Bandera de Venezuela  | Valle Fresco                |
| Pellicano FC             | La Guaira      | Randolph Jardines     | José María Vargas           |
| Academia Puerto Cabello  | Puerto Cabello | Javier Fernández      | Complejo Deportivo Vistamar |
| Atlético Libertador      | Tocuyito       | Bandera de Venezuela  | Aristides Pineda            |
| CA Chivacoa              | Chivacoa       | Nelson Herrera        | Florentino Oropeza          |
| Deportivo Paraguaná      | Punto Fijo     | Mauricio García       | Polideportivo Manaure       |
| CF Bejuma                | Bejuma         | Eduardo Di Fiore      | Angel Murcia                |
| Ortiz FC                 | Ortiz          | Jean Carlos Guell     | José Rodríguez Sáez         |
| Hermandad Gallega        | Valencia       | Manuel Camarán        | Campo Manuel Freire         |
| Talentos Carabobo        | Morón          | Danni Villega         | Jesús Uribe                 |
| Deportivo El Vigía       | El Vigía       | Emilio Sarmiento      | Ramón Hernández             |
| UD Lara                  | Barquisimeto   | Héctor Gutiérrez      | Farid Richa                 |
| UA Zamora                | Santa Bárbara  | José Luis Useche      | Carlos Correa Flores        |
| Deportivo Táchira B      | San Cristóbal  | Juan Domingo Tolisano | Cancha Alterna IND          |
| Deportivo JBL del Zulia  | Maracaibo      | Frank Flores          | José Encarnación Romero     |
| CF Gilberto Amaya        | Mérida         | Leonel Moscote        | Guillermo Soto Rosa         |
| Policía del Táchira      | San Cristóbal  | David Duarte          | 12 de Febrero               |
| REDI Colón               | Colón          | Alexis Duque          | Orlando Medina              |
| Soto Rosa FC             | Mérida         | Carlos Contreras      | Guillermo Soto Rosa         |
| ULA FC                   | Mérida         | Edwin Quilagury       | Guillermo Soto Rosa         |
| Academia Emeritense      | Mérida         | Bandera de Venezuela  | Club Emeritense             |
| Atlético Guanare         | Guanare        | José Bastidas         | Rafael Calles Pinto         |
| Potros de Barinas FC     | Barinas        | Edson Tortolero       | Reinaldo Melo               |
| Tovar FC                 | Tovar          | Carlos Romero         | Ramón Chiarelli             |
| Portuguesa FC B          | Acarigua       | Marcos Morigi         | José Antonio Páez           |
| Fundación San Antonio SC | San Antonio    | Laureano Jaimes       | Pedro Rafael Chávez         |

## Clasificatorio 2014
Nota: Los resultados indicados en las tablas ubicada a la derecha están bajo el siguiente código de colores: azul corresponden a victoria del equipo local, rojo a victoria visitante, amarillo a empate, verde a triunfo por incomparecencia, y naranja a triunfo por decisión administrativa.

### Grupo Oriental
|   | Equipo                   | JJ | JG | JE | JP | GF | GC | PTS | DG  |
| - | ------------------------ | -- | -- | -- | -- | -- | -- | --- | --- |
| 1 | Petroleros de Anzoátegui | 14 | 13 | 1  | 0  | 38 | 04 | 40  | +34 |
| 2 | Estudiantes de Caroní    | 13 | 9  | 0  | 3  | 31 | 13 | 27  | +18 |
| 3 | Fundación UDC            | 14 | 8  | 2  | 4  | 27 | 17 | 26  | +10 |
| 4 | Ciudad Vinotinto         | 14 | 7  | 1  | 6  | 23 | 22 | 22  | +1  |
| 5 | Sucre FC                 | 13 | 5  | 1  | 7  | 22 | 28 | 16  | -6  |
| 6 | Orinoco SC               | 13 | 3  | 3  | 7  | 14 | 25 | 12  | -11 |
| 7 | Yaddiel Sport FC         | 13 | 2  | 1  | 10 | 16 | 31 | 07  | -15 |
| 8 | Atlético Bolívar FC      | 14 | 0  | 3  | 11 | 02 | 33 | 03  | -31 |

|                          | ABO | CVT | FPV | ECA | PET | SUC | UDC | YAD |
| Atlético Bolívar FC      | X   | 0-3 | 0-3 | 0-5 | 0-1 | 0-3 | 1-1 | 0-0 |
| Ciudad Vinotinto         | 2-1 | X   | 3-0 | 1-4 | 0-3 | 1-6 | 3-0 | 3-0 |
| Orinoco SC               | 0-0 | 0-0 | X   | 0-1 | 0-3 | 2-5 | 1-3 | 3-1 |
| Estudiantes de Caroní    | 3-0 | 2-0 | SSP | X   | 1-3 | 3-0 | 2-1 | 3-0 |
| Petroleros de Anzoátegui | 3-0 | 2-0 | 1-1 | 6-0 | X   | 4-1 | 1-0 | 3-0 |
| Sucre FC                 | 2-0 | 0-3 | 2-0 | 0-3 | 0-3 | X   | 3-3 | 0-3 |
| Fundación UDC            | 3-0 | 2-1 | 3-0 | 2-1 | 0-2 | 3-0 | X   | 4-2 |
| Yaddiel Sport FC         | 4-0 | 2-3 | 3-4 | 0-3 | 1-3 | SSP | 2-4 | X   |

### Grupo Central
|   | Equipo                          | JJ | JG | JE | JP | GF | GC | PTS | DG  |
| - | ------------------------------- | -- | -- | -- | -- | -- | -- | --- | --- |
| 1 | Deportivo La Guaira B           | 14 | 11 | 2  | 1  | 40 | 12 | 35  | +28 |
| 2 | Atlético Venezuela B            | 14 | 8  | 3  | 3  | 29 | 19 | 27  | +10 |
| 3 | Pellicano FC                    | 14 | 8  | 4  | 3  | 24 | 14 | 27  | +10 |
| 4 | Caracas FC B                    | 14 | 7  | 3  | 4  | 21 | 15 | 24  | +6  |
| 5 | Hermandad Gallega FC (Caracas)  | 14 | 5  | 2  | 7  | 16 | 25 | 17  | -9  |
| 6 | Atlético Sucre                  | 14 | 3  | 2  | 9  | 16 | 27 | 11  | -11 |
| 7 | Deportivo Peñarol               | 14 | 3  | 1  | 10 | 11 | 27 | 10  | -16 |
| 8 | Hermandad Gallega FC (Valencia) | 14 | 2  | 2  | 10 | 08 | 26 | 08  | -18 |

|                        | ASU | AVE | CAR | DLG | DPÑ | HGC | HGV | PEL |
| Atlético Sucre         | X   | 1-2 | 1-1 | 1-2 | 0-2 | 3-0 | 5-2 | 0-1 |
| Atlético Venezuela B   | 1-1 | X   | 2-3 | 2-2 | 6-2 | 2-1 | 5-0 | 1-1 |
| Caracas FC B           | 5-0 | 0-2 | X   | 2-3 | 1-0 | 0-1 | 3-1 | 1-0 |
| Deportivo La Guaira B  | 4-0 | 2-1 | 0-1 | X   | 2-0 | 5-3 | 6-0 | 4-0 |
| Deportivo Peñarol FC   | 1-4 | 0-1 | 1-2 | 0-3 | X   | 0-0 | 1-0 | 0-3 |
| Hdad. Gallega Caracas  | 1-0 | 1-3 | 1-1 | 1-5 | 3-2 | X   | 1-0 | 0-1 |
| Hdad. Gallega Valencia | 2-1 | 0-1 | 2-0 | 0-0 | 0-1 | 0-1 | X   | 1-1 |
| Pellicano FC           | 2-1 | 5-0 | 1-1 | 1-2 | 2-1 | 3-2 | 3-0 | X   |

### Grupo Centro-Occidental
|   | Equipo                  | JJ | JG | JE | JP | GF | GC | PTS | DG  |
| - | ----------------------- | -- | -- | -- | -- | -- | -- | --- | --- |
| 1 | Academia Puerto Cabello | 14 | 12 | 1  | 1  | 42 | 14 | 36  | +28 |
| 2 | Ortiz FC                | 13 | 8  | 3  | 2  | 24 | 11 | 27  | +13 |
| 3 | Centro Hispano FC       | 13 | 7  | 3  | 4  | 25 | 18 | 24  | +7  |
| 4 | Atlético Libertador     | 14 | 6  | 2  | 6  | 21 | 29 | 20  | -8  |
| 5 | Deportivo Paraguaná     | 14 | 4  | 5  | 5  | 21 | 20 | 17  | +1  |
| 6 | Talentos Carabobo FC    | 14 | 4  | 5  | 5  | 16 | 16 | 17  | 0   |
| 7 | CA Chivacoa             | 14 | 3  | 1  | 10 | 17 | 33 | 10  | -16 |
| 8 | CF Bejuma               | 13 | 1  | 0  | 12 | 07 | 32 | 03  | -25 |

|                         | APC | LBR | CHV | CHI | BEJ | PRG | ORT | TCA |
| Academia Puerto Cabello | X   | 6-2 | 1-2 | 4-1 | 5-0 | 4-2 | 2-2 | 5-1 |
| Atlético Libertador FC  | 1-2 | X   | 0-2 | 3-1 | 2-1 | 1-1 | 1-3 | 0-3 |
| Centro Hispano Aragua   | 1-2 | 5-2 | X   | 2-2 | 2-0 | 1-1 | 0-1 | 2-2 |
| CA Chivacoa             | 0-3 | 1-2 | 0-2 | X   | 3-1 | 3-4 | 1-2 | 0-3 |
| CF Bejuma               | 0-2 | 2-3 | 0-3 | 1-4 | X   | 1-0 | SSP | 0-2 |
| Deportivo Paraguaná     | 1-2 | 1-2 | 2-0 | 3-0 | 3-0 | X   | 0-3 | 0-0 |
| Ortiz FC                | 0-2 | 1-2 | 3-0 | 4-1 | 1-0 | 2-2 | X   | 2-0 |
| Talentos Carabobo FC    | 1-2 | 0-0 | 1-2 | 0-1 | 2-1 | 1-1 | 0-0 | X   |

### Grupo Occidental 1
|   | Equipo                 | JJ | JG | JE | JP | GF | GC | PTS | DG  |
| - | ---------------------- | -- | -- | -- | -- | -- | -- | --- | --- |
| 1 | CF Gilberto Amaya      | 14 | 7  | 4  | 3  | 31 | 22 | 25  | +9  |
| 2 | REDI Colón             | 14 | 7  | 4  | 3  | 22 | 14 | 25  | +8  |
| 3 | Fundación San Antonio  | 14 | 6  | 7  | 1  | 20 | 12 | 25  | +8  |
| 4 | Deportivo El Vigía     | 14 | 7  | 2  | 5  | 31 | 22 | 23  | +9  |
| 5 | Soto Rosa FC           | 14 | 6  | 1  | 7  | 17 | 22 | 19  | -5  |
| 6 | Deportivo Táchira B    | 14 | 5  | 3  | 6  | 23 | 19 | 18  | +4  |
| 7 | ULA FC                 | 14 | 3  | 2  | 8  | 12 | 28 | 11  | -16 |
| 8 | Policía del Táchira FC | 14 | 3  | 1  | 10 | 17 | 34 | 10  | -17 |

|                        | GAM | TAC | DEV | FSA | PTA | RED | SRO | ULA |
| CF Gilberto Amaya      | X   | 3-2 | 2-4 | 1-1 | 4-1 | 2-3 | 3-2 | 3-0 |
| Deportivo Táchira B    | 1-1 | X   | 3-3 | 2-0 | 2-3 | 0-2 | 2-1 | 4-0 |
| Deportivo El Vigía     | 1-4 | 2-0 | X   | 0-0 | 5-2 | 1-0 | 4-1 | 3-0 |
| Fundación San Antonio  | 2-2 | 2-1 | 2-1 | X   | 1-1 | 3-0 | 1-1 | 2-1 |
| Policía del Táchira FC | 0-1 | 0-2 | 4-3 | 1-3 | X   | 2-1 | 0-1 | 0-1 |
| REDI Colón             | 2-2 | 1-1 | 1-0 | 0-0 | 3-2 | X   | 4-0 | 1-1 |
| Soto Rosa FC           | 0-3 | 1-0 | 2-1 | 0-2 | 3-0 | 0-1 | X   | 3-0 |
| ULA FC                 | 3-0 | 0-3 | 1-3 | 1-1 | 3-0 | 0-3 | 1-2 | X   |

### Grupo Occidental 2
|   | Equipo                  | JJ | JG | JE | JP | GF | GC | PTS | DG  |
| - | ----------------------- | -- | -- | -- | -- | -- | -- | --- | --- |
| 1 | Deportivo JBL del Zulia | 14 | 10 | 3  | 1  | 32 | 11 | 33  | +21 |
| 2 | Atlético Guanare        | 14 | 9  | 1  | 4  | 31 | 21 | 28  | +10 |
| 3 | Potros de Barinas       | 14 | 7  | 3  | 4  | 28 | 19 | 24  | +9  |
| 4 | Portuguesa FC B         | 14 | 7  | 3  | 4  | 27 | 19 | 24  | +8  |
| 5 | Tovar FC                | 14 | 5  | 4  | 6  | 19 | 26 | 19  | -7  |
| 6 | UA Zamora               | 14 | 4  | 1  | 9  | 16 | 22 | 13  | -6  |
| 7 | UD Lara                 | 14 | 3  | 2  | 9  | 14 | 26 | 11  | -12 |
| 8 | Academia Emeritense     | 14 | 1  | 3  | 10 | 12 | 36 | 06  | -24 |

|                         | AEM | GUA | JBL | POR | POT | TOV | UAZ | UDL |
| Academia Emeritense FC  | X   | 1-5 | 0-3 | 2-2 | 1-3 | 0-2 | 2-2 | 2-0 |
| Atlético Guanare        | 4-3 | X   | 2-1 | 2-1 | 1-0 | 7-3 | 1-0 | 3-0 |
| Deportivo JBL del Zulia | 3-0 | 3-2 | X   | 2-1 | 2-2 | 4-0 | 3-1 | 3-0 |
| Portuguesa FC B         | 3-0 | 0-3 | 1-1 | X   | 3-2 | 1-1 | 1-2 | 2-1 |
| Potros de Barinas FC    | 4-1 | 3-0 | 0-1 | 1-3 | X   | 1-1 | 1-0 | 1-1 |
| Tovar FC                | 3-1 | 0-0 | 1-1 | 0-2 | 2-4 | X   | 2-0 | 1-0 |
| UA Zamora               | 2-0 | 4-0 | 0-3 | 2-3 | 1-2 | 0-2 | X   | 2-1 |
| UD Lara                 | 0-0 | 2-1 | 1-2 | 0-4 | 2-4 | 5-1 | 1-0 | X   |

### Estadísticas

#### Goleadores
Con 14
- Johny Lugo, Potros de Barinas F.C

Con 11
- Francisco Rivero, Fundación UDC

Con 10
- Renier Castro, Deportivo El Vigía

Con 8
- Hernán Velázquez, Petroleros de Anzoátegui

Con 7
- Jhonny Rodríguez, JBL del Zulia

Con 6
- Jhonarby Salazar, Academia Puerto Cabello
- Luis Sánchez, Atlético Libertador
- Jairo Otero, Atlético Venezuela
- Rafael Rodríguez, Deportivo El Vigía
- Carlos Torres, Deportivo La Guaira
- Heatkliff Castillo, Deportivo La Guaira
- Oswaldo Jiménez, Deportivo Paraguaná
- José Guanipa, Deportivo Táchira
- Daniel Cadenas, CF Gilberto Amaya

Con 5
- Julio Chopite, Academia Puerto Cabello
- Freddy Godoy, Atlético Libertador
- Luis Martell, Deportivo La Guaira
- Alexis Valero, Estudiantes de Caroní
- Ricardo Vidud, Estudiantes de Caroní
- Henry García, Fundación San Antonio
- Alfonso Cegarra, Gilberto Amaya
- Gerardo Vielma, Gilberto Amaya
- Richard Castillo, Hermandad Gallega de Valencia
- Franyelli Erebrie, Ortiz FC
- Jermain Valecillos, Petroleros de Anzoátegui
- William Colina, Portuguesa FC
- Nelson Escolcha, Potros de Barinas
- José Colmenares, REDI Colón
- Anderson Romero, Sucre FC
- Javier Flores, Sucre FC
- Josimar Arias, UA Zamora

Con 4
- 16 jugadores

Con 3
- 34 jugadores

Con 2
- 84 jugadores

Con 1
- 223 jugadores

Autogoles
- 7 jugadores

Actualizado hasta la jornada 14

#### Hacttricks
- Francisco Rivero, Fundación UDC ante Fundación Pájaro Vera
- José Jiménez, Portuguesa FC ante UD Lara
- Roger Davis, Pellicano de Vargas ante HG Caracas
- Luis Martell, Deportivo La Guaira ante HG Caracas
- Henry García, de Fundación San Antonio ante REDI Colón

## Nivelación 2015

### Equipos participantes
Varios equipos participantes del Torneo Clasificatorio 2014 decidieron dimitir de su participación en este torneo. En su lugar, equipos de torneos regionales fueron invitados a participar, con previo cumplimiento de requisitos exigidos por la FVF.
| Provenientes de los Torneos Estadales |
| ------------------------------------- |
| Estudiantes de Aragua CF              |
| Monagas SC B                          |
| Shanntonella FC                       |
| Baruta FC                             |
| Sucre FC                              |
| Casa D'Italia de Maracaibo            |
| Atlético Palavecino                   |
| Yaritagua FC                          |
| FANB FC                               |
| Atlético Mérida                       |
| FC Academia Élite                     |
| Minasoro FC                           |
| Junidense FC                          |
| Club Atlético López Hernández         |
| Atlético Turén                        |
| Deportivo Upata FC                    |
| FC San Fernando                       |
| Fiorentina Margarita FC               |

| Equipos a los Torneos Estadales |
| ------------------------------- |
| Orinoco SC                      |
| Atlético Bolívar FC             |
| ULA FC                          |
| Yaddiel Sport FC                |
| Atlético Libertador FC          |
| Fundación Deportivo El Vigía    |
| Club Atlético Chivacoa          |
| Unión Atlético Zamora           |
| CF Bejuma                       |
| Soto Rosa FC                    |

Nota: Los resultados indicados en las tablas ubicada a la derecha están bajo el siguiente código de colores: azul corresponden a victoria del equipo local, rojo a victoria visitante, amarillo a empate, verde a triunfo por incomparecencia, y naranja a triunfo por decisión administrativa.